# Solostamenides mugilis
Solostamenides mugilis är en plattmaskart. Solostamenides mugilis ingår i släktet Solostamenides och familjen Microcotylidae. Inga underarter finns listade i Catalogue of Life.